# Río Bellavista
Río Bellavista är ett vattendrag i Argentina, på gränsen till Chile. Det ligger i den södra delen av landet, 2 300 km söder om huvudstaden Buenos Aires.
Trakten runt Río Bellavista består i huvudsak av gräsmarker. Runt Río Bellavista är det mycket glesbefolkat, med 5 invånare per kvadratkilometer.